# Cento
Cento är en stad och kommun i provinsen Ferrara i Emilia-Romagna i Italien. Kommunen hade 35 474 invånare (2018) och gränsar till kommunerna Bondeno, Castello d'Argile, Crevalcore, Finale Emilia, Pieve di Cento, San Giovanni in Persiceto och Terre del Reno.

## Kända personer från Cento
- Guercino (1591–1666), målare.
- Bartolomeo Campagnoli, violinist
- Ferruccio Lamborghini, grundaren av Lamborghini.